# Ballasalla

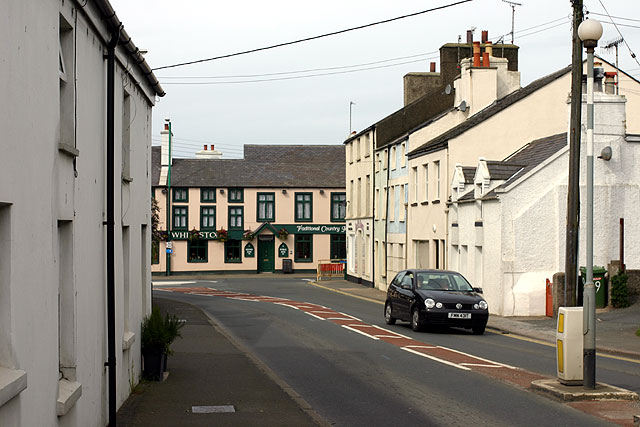
Rue centrale de Ballasalla.

Ballasalla (Balley Salley en mannois) est un village de l'île de Man, près de la ville de Castletown. Pour l'essentiel, le village a été bâti près des ruines de l'abbaye de Rushen.

## Communications
Ballasalla possède des infrastructures de qualité :
- la gare de Ballasalla se situe à l'est du bourg,
- la route A5, reliant Douglas à Port Erin, traverse le bourg.

L’aéroport du Ronaldsway qui dessert l'île de Man se situe non loin, dans la région du Ronaldsway.

### Gare ferroviaire
La gare ferroviaire de Ballasalla est desservie par le chemin de fer de l'île de Man. Son ancienne architecture en bois a été remplacée dans les années 1980 par un bâtiment moderne, tout en brique, équipé d'une zone d'attente et d'un petit bureau de réservation.
À partir de la gare, des liaisons régulières en autocar sont en service. Les destinations desservies sont Douglas, Castletown, Port Erin et Port Saint Mary.

## Culture
Tous les étés se tient à Ballasalla un festival celtique de la bière qui comprend musique celtique et danses.
Le nom de Ballasalla vient du mannois Balley Salley (« lieu des saules ») (même prononciation en mannois qu'en anglais).

### Monuments de Ballasalla

#### L'abbaye de Rushen

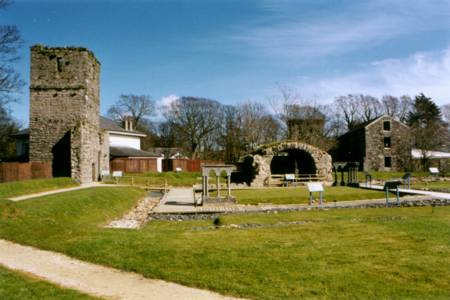
Ruines de l'abbaye de Rushen.

L'abbaye de Rushen, une abbaye cistercienne, se situe à Ballasalla. Elle fut fondée au XIIe siècle puis dissoute au XVIe siècle. Au début du XXe siècle, les ruines devinrent une destination touristique prisée, particulièrement appréciée pour les fraises et la crème servies dans ses jardins. En mai 1998, elle devint la propriété de la Manx National Heritage qui put engager des travaux de restauration.

#### LeCrossag(Pont des Moines)

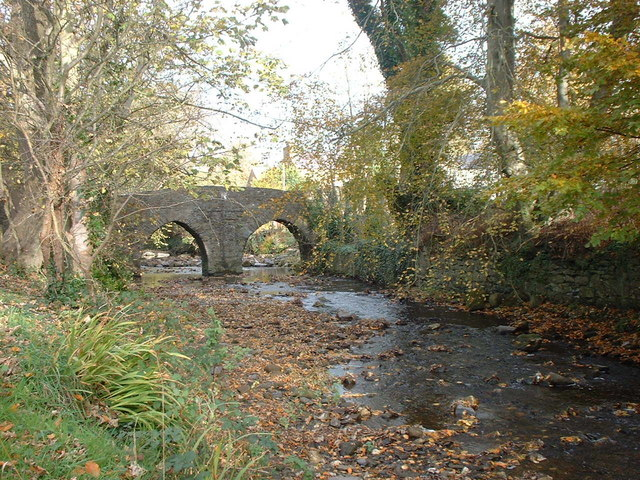
Le Crossag (Pont des Moines).

Au nord de l'abbaye de Rushen se trouve un pont étroit, daté du XIIIe siècle. Celui-ci surplombe la petite rivière Silverburn. En assez bon état, le Pont des Moines (appelé aussi « Crossag ») n'a probablement guère changé depuis sa construction. Son nom de Crossag vient du mannois crosh-aeg, « petite croix ». Il se situe sur l'ancienne voie royale qui reliait Castletown à Ramsey.